# Rafetus swinhoei
Rafetus swinhoei és una espècie de tortuga asiàtica de la família Trionychidae. també coneguda tortuga de Swinhoe o tortuga de closca tova de Shanghai.

## Descripció
Aquestes tortugues són de closca tova. Poden pesar fins a 130 quilos, mesurar gairebé un metre de llarg i viure més de cent anys.

## Estat de conservació
Aquesta espècie es troba en gravíssim perill d'extinció. Només queden dos ancians exemplars en captivitat a la Xina; recentment es va trobar un exemplar en llibertat en un llac a l'oest de Hanoi. A Vietnam és un animal mític, grups conservacionistes pensaven que l'animal estava ja extingit a causa de la caça furtiva i la pèrdua del seu hàbitat per la desforestació.